# 長崎市立深堀小学校
長崎市立深堀小学校（ながさきしりつ ふかほりしょうがっこう、Nagasaki City Fukahori Elementary School）は、長崎県長崎市深堀五丁目にある公立小学校。

## 概要
歴史
藩校の流れをくみ、1874年（明治7年）に開校した「第五大学区第一中学区深堀小学校」を前身とする。2009年（平成21年）に創立135周年を迎えた。
学校教育目標
「いのち・愛・夢 ～みんなの好きな楽しい学校」
校歌
3番まであり、各番に校名の「深堀小学校」が入っている。
校区
中学校区は長崎市立深堀中学校。

## 沿革
前史
- 1804年（文化元年）- 学舎を創立。
- 1850年（嘉永3年）- 領主邸に学館を構えて「羽白館」と命名。
- 1860年（万延元年）- 「謹申堂」（きんしんどう）と改称。
- 1869年（明治3年）4月 - 佐賀藩の官立に変更し、「佐賀藩深堀郷学校」と改称。

正史
- 1874年（明治7年）7月 - 学制の施行により、「第五大学区第一中学区深堀小学校」が開校。
- 1882年（明治15年）10月 - 教育令の施行により、「深堀学区公立中等深堀小学校」と改称。
- 1886年（明治19年）7月 - 小学校令の施行により、小学校を尋常4ヶ年と高等4ヶ年に分け、「深堀尋常小学校」と「第三高等小学校」が設置される。
- 1903年（明治36年）5月 - 上記の2校を統合し、「深堀尋常高等小学校」と改称。
- 1941年（昭和16年）4月1日 - 国民学校令の施行により、「深堀村国民学校」と改称。初等科（6ヶ年）と高等科（3ヶ年）を設置。
- 1947年（昭和22年）4月1日 - 学制改革（六・三制の実施）が行われる。 
  - 深堀村国民学校の初等科が改組され、「深堀村立深堀小学校」が発足。
  - 深堀村国民学校の高等科が改組され、深堀村立深堀中学校（新制中学校）が発足。当面、深堀小学校（旧・国民学校）校舎に併設される。
- 1955年（昭和30年）1月1日 - 深堀村が長崎市に編入され、「長崎市立深堀小学校」（現校名）に改称。
- 1960年（昭和35年）5月 - 給食を開始。
- 1966年（昭和41年）8月 - 旧校舎を解体。
- 1969年（昭和44年）3月 - 鉄筋コンクリート造3階建ての新校舎が完成。
- 1972年（昭和47年）7月 - 体育館が完成。
- 1975年（昭和50年）3月 - 校舎を増築。
- 1977年（昭和52年）5月 - 児童数の急増により、平屋建てのプレハブ教室を設置。
- 1979年（昭和54年）9月 - プールが完成。
- 1980年（昭和55年）4月 - 運動場を拡張。校区変更に伴い、新設の長崎市立南陽小学校に一部児童を移す。
- 1982年（昭和57年）3月 - 鉄筋コンクリート造4階建ての校舎が完成し、プレハブ教室を撤去。
- 1985年（昭和60年）9月 - トイレの水洗化を完了。
- 1986年（昭和61年）3月 - 特別教室を増設。
- 1989年（平成元年）8月 - 運動場整備の一環として校門から運動場までの通路にカラータイルを敷設。
- 1990年（平成2年）3月 - 新給食室が完成。
- 1992年（平成4年）
  - 8月 - 放送室と相談室を設置。
  - 9月 - 飼育舎が完成。
- 2000年（平成12年）9月 - 深堀学童保育クラブを開所。
- 2001年（平成13年）1月 - バスケットボール部女子が九州大会で優勝し、全国大会（同年3月）に出場。
- 2003年（平成15年）3月 - バスケットボール部男子が全国大会に出場。

## アクセス
最寄りのバス停
- 長崎自動車（長崎バス）「深堀」バス停

最寄りの国道・県道
- 長崎県道29号香焼江川線
- 長崎県道224号深堀三和線

## 周辺
- 長崎市立深堀中学校
- 長崎県立長崎鶴洋高等学校
- おおとり幼稚園
- 長崎記念病院
- カトリック深堀教会・深堀純心幼稚園
- 長崎市役所深堀支所
- 長崎県警察大浦警察署深堀町交番
- 深堀郵便局
- 三菱重工業長崎造船所

## 著名な出身者
- 森保一（元サッカー選手・サンフレッチェ広島監督）

## 同名の小学校
- 函館市立深堀小学校（北海道）

## 関連事項
- 長崎県小学校一覧